# Taiwanischer Film
| 1995 | 28 |
| 2005 | 17 |

Die Geschichte des chinesischsprachigen Films verläuft in drei unterschiedlichen Entwicklungslinien: dem Film in China, dem Film in Hongkong und dem Film in Taiwan. Der Film in Taiwan bildet neben dem vom Unterhaltungskino dominierten Film in Hongkong und dem staatlichen Reglementierungen unterworfenen Film in der Volksrepublik China eine eigenständige Filmkultur.

## Bekannte Regisseure
- King Hu (1931–1997)
- Hou Hsiao-Hsien (* 1947)
- Edward Yang (1947–2007)
- Ang Lee (* 1954)
- Tsai Ming-Liang (* 1957)
- Wei Te-sheng (* 1969)

## Bekannte Filme
- Die Herberge zum Drachentor (1967)
- Ein Hauch von Zen (1971)
- In Our Time (1982)
- The Sandwich Man (1983)
- Growing Up (1983)
- Taipei Story (1985)
- Eine Stadt der Traurigkeit (1989)
- Ein Sommer zum Verlieben (Gulingjie Shaonian Sharen Shijian) (1991)
- Das Hochzeitsbankett (1993)
- Der Meister des Puppenspiels (1993)
- Eat Drink Man Woman (1994)
- Vive l’Amour – Es lebe die Liebe (1994)
- Tiger and Dragon (2000)
- Yi Yi – A One and a Two (Yīyī ) (2000)
- What Time Is It There? (2001)
- Millennium Mambo (2001)
- Three Times (2005)
- Spider Lillies (2007)
- Cape No. 7 (2008)
- Au Revoir Taipeh (2010)
- Monga – Gangs of Taipeh (2010)
- Warriors of the Rainbow: Seediq Bale (2011)
- Kano (2014)
- Ice Poison (2014)
- The Assassin (2015)
- A Sun (2019)
- The Sadness (2021)

## Bekannte Schauspieler
- Chang Chen
- Takeshi Kaneshiro
- Qi Shu
- Kwai Lun-Mei
- Brigitte Lin
- Joey Wong
- Hsu Feng

## Internationale Auszeichnungen
- Das Hochzeitsbankett, Goldener Bär, Internationale Filmfestspiele Berlin (1993)
- Edward Yang, Beste Regie, Internationale Filmfestspiele von Cannes (2000)
- Hou Hsiao-Hsien, Beste Regie, Internationale Filmfestspiele von Cannes (2015)

## Taiwanisches Filmfestival
- Golden Horse Film Festival (Taipei)